# مسمومیت الکساندر لیتویننکو

الکساندر لیتویننکو در بستر بیماریِ حاصل از پولونیوم رادیو اکتیو.

الکساندر لیتویننکو (Alexander Litvinenko) یک افسر سابق سرویس امنیت فدرال روسیه (FSB) و کا گ ب بود که در روسیه از تعقیب دادگاه فراری و با دریافتِ پناهندگی سیاسی به انگلستان رفته بود. وی پس از ورود به لندن به حمایتِ از اولیگارشِ روسیه در تبعید (بوریس برزوفسکی) پرداخت. و به تهدیدِ قدرتِ ولادیمیر پوتین دست زد.

## مرگ مشکوک
در ۱ نوامبر ۲۰۰۶، لیتویننکو به‌طور ناگهانی بیمار و در بیمارستان بستری شد و سه هفته بعد فوت کرد. وی با مرگِ خود به نخستین قربانیِ تأیید شدهٔ مسمومیت با پولونیم ۲۱۰ و کشته شده با مسمومیت پرتوی تبدیل شد.